# Енріке Роча
Енріке Мігель Роча Руїс (ісп. Enrique Miguel Rocha Ruiz; 5 січня 1940, Сілао, Гуанахуато — 7 листопада 2021, Мехіко) — мексиканський актор театру, кіно та телебачення.

## Життєпис
Народився 5 січня 1940 року у місті Сілао, штат Гуанахуато. Зніматися почав в середині 1960-х років, і з того часу зіграв понад 80 різнопланових ролей в кіно та на телебаченні. Особливо запам'ятався ролями негативних персонажів — від Люцифера у фільмі жахів «Обитель Сатани» (1975) до ролей у теленовелах «Пристрасть і влада» (1988), «Я купую цю жінку» (1990), «Привілей кохати» (1998—1999), «Шляхи кохання » (2002—2003), «Дике серце» (2009—2010) та інших, які принесли йому низку телепремій. 2016 року озвучив пантеру Багіру в мексиканській версії фільму «Книга джунглів» Джона Фавро.
Актор був тричі одружений: у 1968—1971 роках з Марлен Серральєс (розлучення), у 1975—1978 роках з акторкою Нурією Бахес (розлучення), із 1980 року до своєї смерті перебував у шлюбі з Патрисією Кампос.
Енріке Роча помер 7 листопада 2021 року у Мехіко в 81-річному віці.

## Вибрана фільмографія
| Рік       |   | Українська назва                 | Оригінальна назва                 | Роль                                  |
| --------- | - | -------------------------------- | --------------------------------- | ------------------------------------- |
| 1965      | ф | Чиста душа                       | Un alma pura                      | Хуан Луїс                             |
| 1966      | ф | Процес Христа                    | El proceso de Cristo              | Ісус Христос                          |
| 1966      | ф | Марсело і Марія                  | Marcelo y María                   | Педро                                 |
| 1966      | ф | Час помирати                     | Tiempo de morir                   | Педро Труеба                          |
| 1968      | ф | Каудильйо                        | El caudillo                       | Габріель                              |
| 1972      | ф | Королева ляльок                  | Muñeca reina                      | Карлос                                |
| 1975      | ф | Обитель Сатани                   | Satanico Pandeminium              | Лусбель / Люцифер                     |
| 1988      | с | Пристрасть і влада               | Pasión y poder                    | Еладіо Гомес Луна                     |
| 1989      | с | Жінка, випадки з реального життя | Mujer, casis de la vida resl      | 1 епізод                              |
| 1990      | с | Я купую цю жінку                 | Yo comprp esa mujer               | Родріго Монтес де Ока                 |
| 1994      | с | Дві жінки, один шлях             | Dos mujeres, un camino            | Ісмаель Монтегарса                    |
| 1996      | с | Запалений факел                  | La antorcha encendida             | Фелікс Кальєха                        |
| 1997      | с | Пекло у маленькому містечку      | Pueblo chico, infierno grande     | Присциліано Руан                      |
| 1997—1998 | с | Пустунка                         | Mi pequeña traviesa               | Антоніо Міранда дель Вільяр           |
| 1998—1999 | с | Привілей кохати                  | El privilegio de amar             | Ніколас Обрегон                       |
| 2002—2003 | с | Шляхи кохання                    | Las vías del amor                 | Себастьян Мендоса                     |
| 2004—2006 | с | Бунтарі                          | Rebelde                           | Леон Бустаманте                       |
| 2009—2010 | с | Дике серце                       | Corazón salvaje                   | Родріго Монтес де Ока                 |
| 2011—2012 | с | Щаслива родина                   | Una familia con suerte            | Наполеон Вільярреаль Карденас         |
| 2012      | с | Істинне кохання                  | Amores verdaderos                 | Анібал Бальванера                     |
| 2014—2015 | с | Італійка збирається заміж        | Muchacha italiana viene a casarse | Вітторіо Драгоне                      |
| 2016      | ф | Книга джунглів                   | The Jungle Book                   | Багіра (голос в мексиканській версії) |
| 2017—2018 | с | Я визнаю себе винним             | Me declaro culpable               | Мауро Монрой Лачераде                 |

## Нагороди та номінації
TVyNivelas Awards
- 1989 — Найкращий лиходій (Пристрасть і влада).
- 1991 — Найкращий лиходій (Я купую цю жінку).
- 1994 — Найкраща роль у виконанні заслуженого актора (Дві жінки, один шлях).
- 1994 — Номінація на найкращого лиходія (Дві жінки, один шлях).
- 1998 — Номінація на найкращу роль у виконанні заслуженого актора (Пустунка).
- 1999 — Найкращий лиходій (Привілей кохати).
- 2003 — Найкращий лиходій (Шляхи кохання).
- 2006 — Номінація на найкращого лиходія (Бунтарі).
- 2010 — Номінація на найкращу роль у виконанні заслуженого актора (Дике серце).
- 2012 — Номінація на найкращу роль у виконанні заслуженого актора (Щаслива родина).
- 2018 — Номінація на найкращу роль у виконанні заслуженого актора (Я визнаю себе винним).

ACE Awards
- 1991 — Найкращий актор (Я купую цю жінку).